# Parohia Jefferson, Louisiana
Parohia Jefferson (în engleză Jefferson Parish) este o parohie (echivalent al unui comitat) din statul Louisiana, Statele Unite ale Americii.
Sediul parohiei este localitatea Gretna.

## Demografie
|  | Graficele sunt indisponibile din cauza unor probleme tehnice. Mai multe informații se găsesc la Phabricator și la wiki-ul MediaWiki. |

Date: Wikidata - grafică realizată de Wikipedia